# Metzeresche
Metzeresche és un municipi francès, situat al departament del Mosel·la i a la regió del Gran Est. L'any 2007 tenia 801 habitants.

## Demografia

### Població
El 2007 la població de fet de Metzeresche era de 801 persones. Hi havia 290 famílies, de les quals 40 eren unipersonals (16 homes vivint sols i 24 dones vivint soles), 102 parelles sense fills, 111 parelles amb fills i 37 famílies monoparentals amb fills.
La població ha evolucionat segons el següent gràfic:
Habitants censats

### Habitatges
El 2007 hi havia 319 habitatges, 292 eren l'habitatge principal de la família, 3 eren segones residències i 24 estaven desocupats. 302 eren cases i 16 eren apartaments. Dels 292 habitatges principals, 265 estaven ocupats pels seus propietaris, 22 estaven llogats i ocupats pels llogaters i 4 estaven cedits a títol gratuït; 2 tenien una cambra, 16 en tenien tres, 50 en tenien quatre i 224 en tenien cinc o més. 253 habitatges disposaven pel capbaix d'una plaça de pàrquing. A 89 habitatges hi havia un automòbil i a 180 n'hi havia dos o més.

### Piràmide de població
La piràmide de població per edats i sexe el 2009 era:
| Homes | Edats   | Dones |
| ----- | ------- | ----- |
| 0     | 95 o +  | 0     |
| 0     | 90 a 94 | 0     |
| 0     | 85 a 89 | 4     |
| 0     | 80 a 84 | 0     |
| 8     | 75 a 79 | 16    |
| 12    | 70 a 74 | 12    |
| 8     | 65 a 69 | 8     |
| 36    | 60 a 64 | 16    |
| 12    | 55 a 59 | 16    |
| 52    | 50 a 54 | 40    |
| 16    | 45 a 49 | 44    |
| 24    | 40 a 44 | 24    |
| 4     | 35 a 39 | 16    |
| 24    | 30 a 34 | 16    |
| 40    | 25 a 29 | 28    |
| 28    | 20 a 24 | 16    |
| 32    | 15 a 19 | 32    |
| 16    | 10 a 14 | 20    |
| 12    | 5 a 9   | 28    |
| 8     | 0 a 4   | 20    |

## Economia
El 2007 la població en edat de treballar era de 539 persones, 393 eren actives i 146 eren inactives. De les 393 persones actives 353 estaven ocupades (202 homes i 151 dones) i 39 estaven aturades (15 homes i 24 dones). De les 146 persones inactives 50 estaven jubilades, 35 estaven estudiant i 61 estaven classificades com a «altres inactius».

### Ingressos
El 2009 a Metzeresche hi havia 294 unitats fiscals que integraven 840 persones, la mediana anual d'ingressos fiscals per persona era de 18.595 €.

### Activitats econòmiques
Dels 19 establiments que hi havia el 2007, 1 era d'una empresa extractiva, 1 d'una empresa de fabricació d'altres productes industrials, 4 d'empreses de construcció, 6 d'empreses de comerç i reparació d'automòbils, 1 d'una empresa de transport, 1 d'una empresa d'hostatgeria i restauració, 1 d'una empresa immobiliària, 2 d'empreses de serveis i 2 d'entitats de l'administració pública.
Dels 3 establiments de servei als particulars que hi havia el 2009, 1 era un paleta, 1 electricista i 1 empresa de construcció.
L'any 2000 a Metzeresche hi havia 10 explotacions agrícoles que ocupaven un total de 476 hectàrees.

## Equipaments sanitaris i escolars
El 2009 hi havia 1 escola maternal i 1 escola elemental.

## Poblacions més properes
El següent diagrama mostra les poblacions més properes.